# Aktív kereső
Az aktív kereső fogalma a statisztikában egy ország népességének pénzkereső foglalkozást folytató részét jelöli a statisztikai számbavétel érdekében.

## Magyarországon
munkavállalók, ezen belül:
- közalkalmazottak,
- köztisztviselők,
- egyéni vállalkozók,
- egyéni gazdálkodók,
- szövetkezeti tagok és alkalmazottak,
- alkalmi munkavállalók,
- segítő családtagok.